# Communauté de communes La Septaine
Die Communauté de communes La Septaine ist ein französischer Gemeindeverband mit der Rechtsform einer Communauté de communes im Département Cher in der Region Centre-Val de Loire. Sie wurde am 15. Dezember 1999 gegründet und umfasst 15 Gemeinden (Stand: 1. Januar 2019). Der Verwaltungssitz befindet sich im Ort Avord.
Alternative Schreibweisen:
- Communauté de communes la Septaine bzw.
- Communauté de communes de la Septaine

## Historische Entwicklung
Zum 1. Januar 2019 bildeten die ehemaligen Gemeinden Baugy, Laverdines und Saligny-le-Vif die Commune nouvelle Baugy. Dadurch verringerte sich die Anzahl der Mitgliedsgemeinden auf 15.

## Mitgliedsgemeinden
| Gemeinde                           | Einwohner 1. Januar 2022 | Fläche km² | Dichte Einw./km² | Code INSEE | Postleitzahl |
| ---------------------------------- | ------------------------ | ---------- | ---------------- | ---------- | ------------ |
| Avord                              | 2.908                    | 27,98      | 104              | 18018      | 18520        |
| Baugy                              | 1.610                    | 47,78      | 34               | 18023      | 18800        |
| Chaumoux-Marcilly                  | 84                       | 16,72      | 5                | 18061      | 18140        |
| Crosses                            | 385                      | 26,49      | 15               | 18081      | 18340        |
| Étréchy                            | 410                      | 31,88      | 13               | 18090      | 18800        |
| Farges-en-Septaine                 | 1.014                    | 24,48      | 41               | 18092      | 18800        |
| Gron                               | 469                      | 26,22      | 18               | 18105      | 18800        |
| Jussy-Champagne                    | 206                      | 27,30      | 8                | 18119      | 18130        |
| Nohant-en-Goût                     | 551                      | 24,79      | 22               | 18166      | 18390        |
| Osmoy                              | 271                      | 22,63      | 12               | 18174      | 18390        |
| Savigny-en-Septaine                | 710                      | 22,58      | 31               | 18247      | 18390        |
| Soye-en-Septaine                   | 582                      | 18,57      | 31               | 18254      | 18340        |
| Villabon                           | 563                      | 18,28      | 31               | 18282      | 18800        |
| Villequiers                        | 445                      | 29,49      | 15               | 18286      | 18800        |
| Vornay                             | 586                      | 26,35      | 22               | 18289      | 18130        |
| Communauté de communes La Septaine | 10.794                   | 391,54     | 28               | –          | –            |